# Hexatèlids
Els hexatèlids (Hexathelidae) són una família d'aranyes migalomorfes. Fou descrita per primera vegada per Eugène Simon l'any 1892.
Són, juntament amb els diplúrids, les aranyes conegudes com a "taràntules de teranyina d'embut" (en anglès, funnel-web spider), pel tipus de construcció que elaboren. Alguns exemplars són molt verinosos, com Atrax robustus d'Austràlia, anomenada Sydney funnel-web spider (aranya de teranyina d'embut de Sydney), però no totes les espècies d'aquesta família són perilloses pels humans.

## Descripció
De mida entre mitjana i gran, que va des d'1 cm fins a 5 cm. El cos és típicament tres vegades més llarg que ample. De colors foscos, amb una gamma que va del negre al marró, tenen una closca brillant que cobreix la part del davant del cos. Com els diplúrids, generalment tenen les fileres llargues i això és especialment notori en l'Atrax robustus.
Els ulls d'aquestes aranyes estan molt junts. Els seus quelícers tenen la disposició ortognata, com tots els migalomorfs, i són grans i forts, amb uns ullals també grans. Encara que són bastant petites si les comparem amb les grans taràntules, són espècimens perillosos i no se'ls hauria de manejar sense prendre precaucions, ja que els seus ullals poden traspassar sabates toves.

## Distribució i hàbitat
La majoria dels hexatèlids es troben a Austràlia, Nova Zelanda i Àsia. Hi ha una espècie coneguda a la regió del Mediterrani, dues a Amèrica del Sud, i dues a l'Àfrica Central.
Viuen habitualment en forats excavats a terra o en els arbres; són refugis ben elaborats amb un embut de seda on s'amaguen esperant les preses. Sovint busquen un lloc per fer els nius sota les cases, o en roques, troncs o altres objectes similars. Són més actives de nit. Alguns fan els nius a la selva, tant al sòl com en forats dels arbres; uns altres els construeixen totalment en la sorra com, per exemple, es pot veure a Fraser Island, al sud-est de Queensland. A Austràlia, aquestes aranyes tendeixen a preferir climes més frescos i, per tant, es troben principalment en la selva tropical.

## Sistemàtica

### Cladograma
L'any 2018, un estudi de filogènia molecular va demostrar que els hexatèlids no eren un grup monofilètic i, per tant, calia traslladar alguns gèneres a noves famílies, com els atràcids (Atracidae), macrotèlids (Macrothelidae) i Porrhotèlids (Porrhothelidae).
El següent cladograma mostra les relacions que es troben entre aquestes famílies (antigues famílies de Hexatelidae marcades amb quadres).
|  | Atracidae     |
|  |               |
|  | Actinopodidae |
|  |               |

|  | Calisoga (Nemesiidae)        |
|  |                              |
|  | Hebestatis (Halonoproctidae) |
|  |                              |

|  | Atracidae     |
|  |               |
|  | Actinopodidae |
|  |               |

|  | Calisoga (Nemesiidae)        |
|  |                              |
|  | Hebestatis (Halonoproctidae) |
|  |                              |

|  | Atracidae     |
|  |               |
|  | Actinopodidae |
|  |               |

|  | Calisoga (Nemesiidae)        |
|  |                              |
|  | Hebestatis (Halonoproctidae) |
|  |                              |

|  | Atracidae     |
|  |               |
|  | Actinopodidae |
|  |               |

|  | Calisoga (Nemesiidae)        |
|  |                              |
|  | Hebestatis (Halonoproctidae) |
|  |                              |

|  | Atracidae     |
|  |               |
|  | Actinopodidae |
|  |               |

|  | Calisoga (Nemesiidae)        |
|  |                              |
|  | Hebestatis (Halonoproctidae) |
|  |                              |

|  | Atracidae     |
|  |               |
|  | Actinopodidae |
|  |               |

|  | Calisoga (Nemesiidae)        |
|  |                              |
|  | Hebestatis (Halonoproctidae) |
|  |                              |

|  | Atracidae     |
|  |               |
|  | Actinopodidae |
|  |               |

|  | Calisoga (Nemesiidae)        |
|  |                              |
|  | Hebestatis (Halonoproctidae) |
|  |                              |

|  | Atracidae     |
|  |               |
|  | Actinopodidae |
|  |               |

|  | Calisoga (Nemesiidae)        |
|  |                              |
|  | Hebestatis (Halonoproctidae) |
|  |                              |

|  | Atracidae     |
|  |               |
|  | Actinopodidae |
|  |               |

|  | Calisoga (Nemesiidae)        |
|  |                              |
|  | Hebestatis (Halonoproctidae) |
|  |                              |

|  | Atracidae     |
|  |               |
|  | Actinopodidae |
|  |               |

|  | Calisoga (Nemesiidae)        |
|  |                              |
|  | Hebestatis (Halonoproctidae) |
|  |                              |

|  | Atracidae     |
|  |               |
|  | Actinopodidae |
|  |               |

|  | Calisoga (Nemesiidae)        |
|  |                              |
|  | Hebestatis (Halonoproctidae) |
|  |                              |

|  | Atracidae     |
|  |               |
|  | Actinopodidae |
|  |               |

|  | Calisoga (Nemesiidae)        |
|  |                              |
|  | Hebestatis (Halonoproctidae) |
|  |                              |

|  | Atracidae     |
|  |               |
|  | Actinopodidae |
|  |               |

|  | Calisoga (Nemesiidae)        |
|  |                              |
|  | Hebestatis (Halonoproctidae) |
|  |                              |

|  | Atracidae     |
|  |               |
|  | Actinopodidae |
|  |               |

|  | Calisoga (Nemesiidae)        |
|  |                              |
|  | Hebestatis (Halonoproctidae) |
|  |                              |

|  | Atracidae     |
|  |               |
|  | Actinopodidae |
|  |               |

|  | Calisoga (Nemesiidae)        |
|  |                              |
|  | Hebestatis (Halonoproctidae) |
|  |                              |

|  | Atracidae     |
|  |               |
|  | Actinopodidae |
|  |               |

|  | Calisoga (Nemesiidae)        |
|  |                              |
|  | Hebestatis (Halonoproctidae) |
|  |                              |

|  | Atracidae     |
|  |               |
|  | Actinopodidae |
|  |               |

|  | Calisoga (Nemesiidae)        |
|  |                              |
|  | Hebestatis (Halonoproctidae) |
|  |                              |

|  | Atracidae     |
|  |               |
|  | Actinopodidae |
|  |               |

|  | Calisoga (Nemesiidae)        |
|  |                              |
|  | Hebestatis (Halonoproctidae) |
|  |                              |

|  | Atracidae     |
|  |               |
|  | Actinopodidae |
|  |               |

|  | Calisoga (Nemesiidae)        |
|  |                              |
|  | Hebestatis (Halonoproctidae) |
|  |                              |

|  | Atracidae     |
|  |               |
|  | Actinopodidae |
|  |               |

|  | Calisoga (Nemesiidae)        |
|  |                              |
|  | Hebestatis (Halonoproctidae) |
|  |                              |

|  | Atracidae     |
|  |               |
|  | Actinopodidae |
|  |               |

|  | Calisoga (Nemesiidae)        |
|  |                              |
|  | Hebestatis (Halonoproctidae) |
|  |                              |

|  | Atracidae     |
|  |               |
|  | Actinopodidae |
|  |               |

|  | Calisoga (Nemesiidae)        |
|  |                              |
|  | Hebestatis (Halonoproctidae) |
|  |                              |

|  | Atracidae     |
|  |               |
|  | Actinopodidae |
|  |               |

|  | Calisoga (Nemesiidae)        |
|  |                              |
|  | Hebestatis (Halonoproctidae) |
|  |                              |

|  | Atracidae     |
|  |               |
|  | Actinopodidae |
|  |               |

|  | Calisoga (Nemesiidae)        |
|  |                              |
|  | Hebestatis (Halonoproctidae) |
|  |                              |

|  | Atracidae     |
|  |               |
|  | Actinopodidae |
|  |               |

|  | Calisoga (Nemesiidae)        |
|  |                              |
|  | Hebestatis (Halonoproctidae) |
|  |                              |

|  | Atracidae     |
|  |               |
|  | Actinopodidae |
|  |               |

|  | Calisoga (Nemesiidae)        |
|  |                              |
|  | Hebestatis (Halonoproctidae) |
|  |                              |

|  | Atracidae     |
|  |               |
|  | Actinopodidae |
|  |               |

|  | Calisoga (Nemesiidae)        |
|  |                              |
|  | Hebestatis (Halonoproctidae) |
|  |                              |

|  | Atracidae     |
|  |               |
|  | Actinopodidae |
|  |               |

|  | Calisoga (Nemesiidae)        |
|  |                              |
|  | Hebestatis (Halonoproctidae) |
|  |                              |

|  | Atracidae     |
|  |               |
|  | Actinopodidae |
|  |               |

|  | Calisoga (Nemesiidae)        |
|  |                              |
|  | Hebestatis (Halonoproctidae) |
|  |                              |

|  | Atracidae     |
|  |               |
|  | Actinopodidae |
|  |               |

|  | Calisoga (Nemesiidae)        |
|  |                              |
|  | Hebestatis (Halonoproctidae) |
|  |                              |

|  | Atracidae     |
|  |               |
|  | Actinopodidae |
|  |               |

|  | Calisoga (Nemesiidae)        |
|  |                              |
|  | Hebestatis (Halonoproctidae) |
|  |                              |

|  | Atracidae     |
|  |               |
|  | Actinopodidae |
|  |               |

|  | Calisoga (Nemesiidae)        |
|  |                              |
|  | Hebestatis (Halonoproctidae) |
|  |                              |

### Gèneres
El maig de 2018, segons el World Spider Catalog, es considerava que en aquesta família hi havia els següents gèneres:
- Bymainiella Raven, 1978  – Austràlia (Nova Gal·les del Sud, Queensland)
- Hexathele Ausserer, 1871  – Nova Zelanda
- Mediothele Raven & Platnick, 1978  – Xile
- Paraembolides Raven, 1980  – Austràlia
- Plesiothele Raven, 1978  – Austràlia (Tasmània)
- Scotinoecus Simon, 1892  – Argentina, Xile
- Teranodes Raven, 1985  – Austràlia (Tasmània, Victoria)

També es coneix algun gènere extint.
- Rosamygale † Selden & Gall, 1992 — (fòssil, Triàsic)

- Rosamygale grauvogeli † (Selden & Gall, 1992)

### Gèneres traslladats a altres famílies
El maig de 2018, alguns gèneres foren exclosos de la família Hexathelidae i passaren a formar part d'altres famílies:
- Abans en la subfamília Atracinae, actualment en la família dels atràcids (Atracidae)[7]

- Atrax O. P-Cambridge, 1877 — Austràlia
- Hadronyche L. Koch, 1873 — Austràlia
- Illawarra Gray, 2010  — Austràlia

- Actualment dins els macrotèlids (Macrothelidae)[8]

- Macrothele Ausserer, 1871 — Àfrica, Europa, Àsia

- Actualment dins els porrhotèlids (Porrhothelidae)[9]

- Porrhothele Simon, 1892 — Nova Zelanda

### Superfamília Hexatheloidea
Els hexatèlids (Hexathelidae) varen ser l'única família que pertanyia a la superfamília dels hexateloïdeus (Hexatheloidea). Les aranyes, tradicionalment, foren classificades en famílies que van ser agrupades en superfamílies. Quan es van aplicar anàlisis més rigorosos, com la cladística, es va fer evident que la major part de les principals agrupacions utilitzades durant el segle XX no eren compatibles amb les noves dades. Actualment, els llistats d'aranyes, com ara el World Spider Catalog, ja ignoren la classificació per sobre del nivell familiar.

### Gèneres
Hi ha descrits 9 gèneres, fins al 9 de gener del 2006:
- Atrax O. P.-Cambridge, 1877 (Nova Gal·les del Sud)
- Bymainiella Raven, 1978 (Queensland, Nova Gal·les del Sud)
- Hadronyche L. Koch, 1873 (Oceania)
- Hexathele Ausserer, 1871 (Nova Zelanda)
- Macrothele Ausserer, 1871 (Espanya, Xina, Congo)
- Mediothele Raven & Platnick, 1978 (Xile)
- Paraembolides Raven, 1980 (Austràlia)
- Plesiothele Raven, 1978 (Tasmània)
- Porrhothele Simon, 1892 (Nova Zelanda)
- Scotinoecus Simon, 1892 (Xile, Argentina)
- Teranodes Raven, 1985 (Tasmània, Victòria)

## Gèneres més verinosos
Alguns exemplars són molt verinoses especialment els dels gèneres Hadronyche i Atrax d'Austràlia i el sud del Pacífic. Mentre que el primer és responsable d'un índex de mortalitat més elevat, el segon probablement pica més sovint. El gènere Macrothele conté alguns espècimens considerats perillosos a Taiwan i altres parts de l'Àsia oriental.
El seu verí, una neurotoxina, comporta la mort en un termini d'entre 15 minuts a 3 dies. Encara que extremadament tòxic per als primats i l'home, aquest verí és tanmateix inofensiu per a altres animals, com el gat o el gos, que sembla que neutralitzen el verí en 30 minuts.

## Fotos de Hadronyche modesta

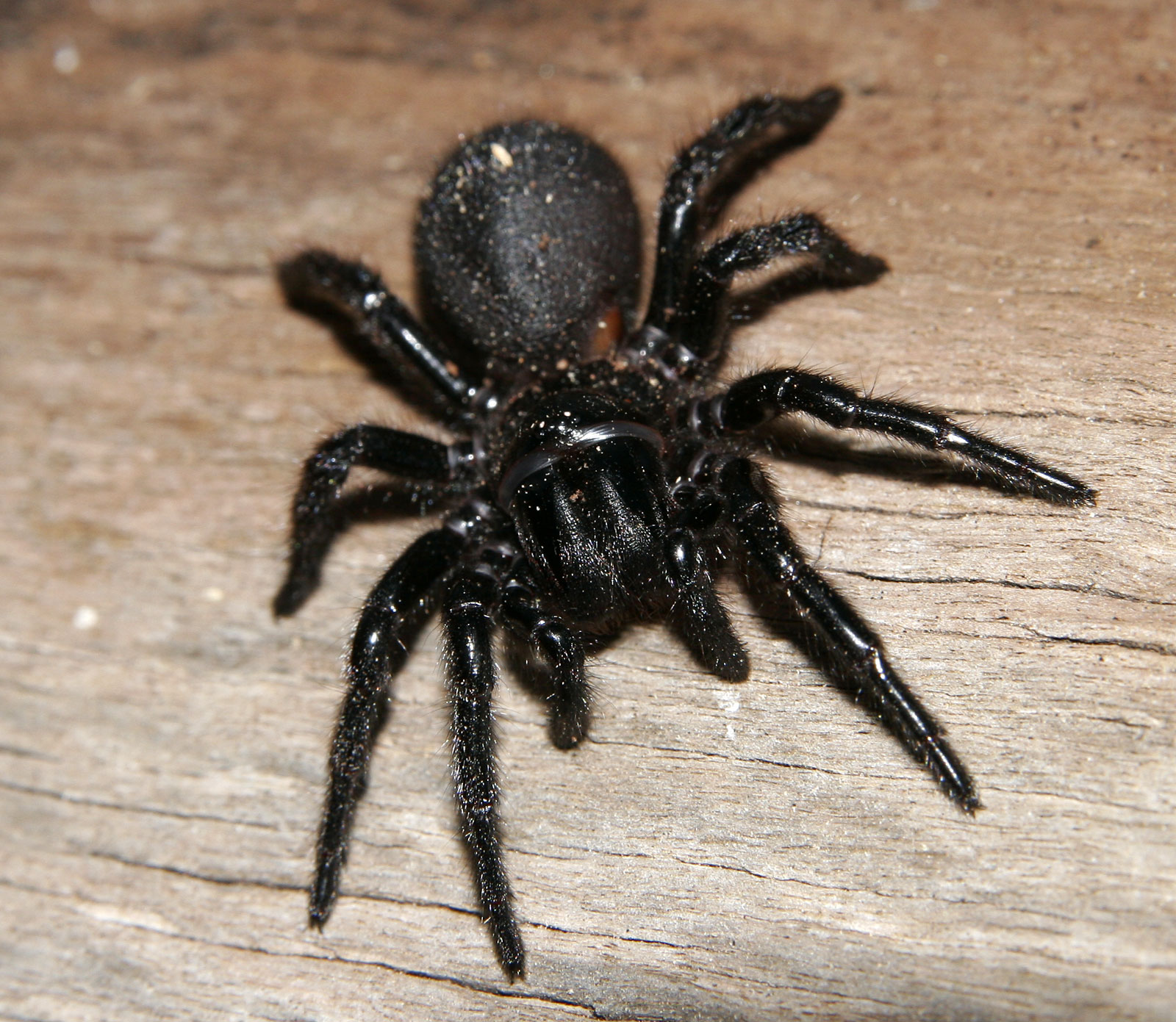
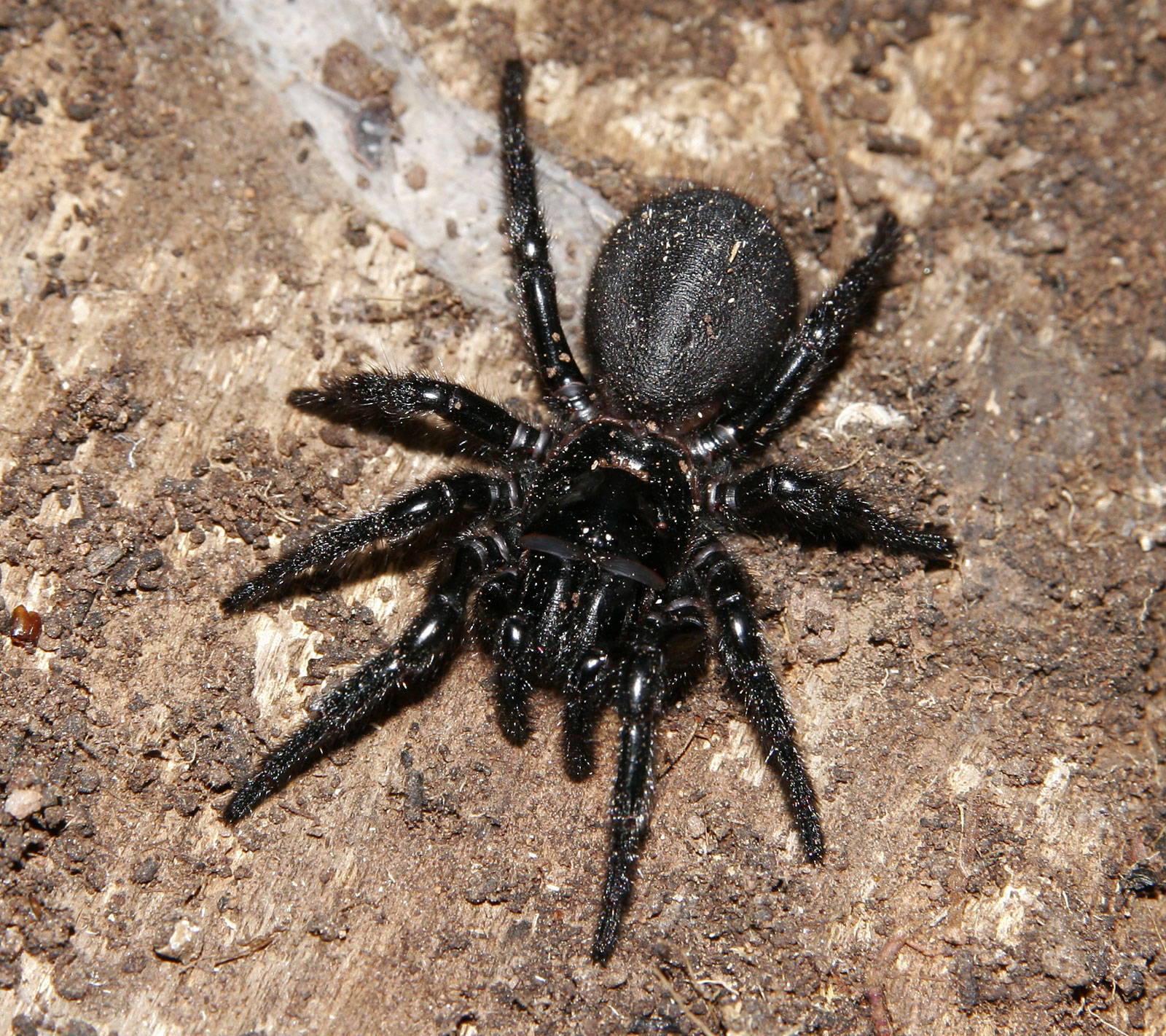
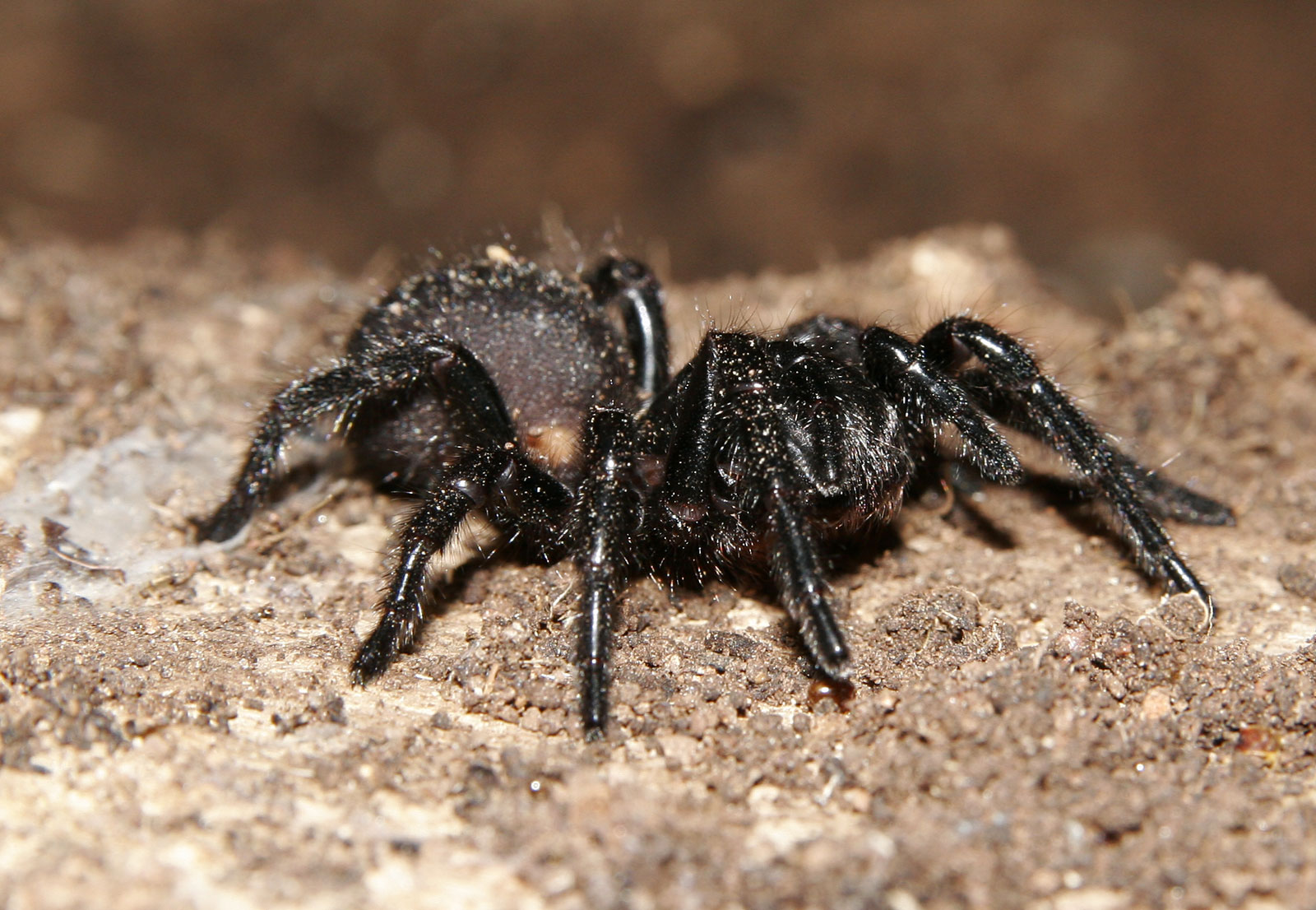
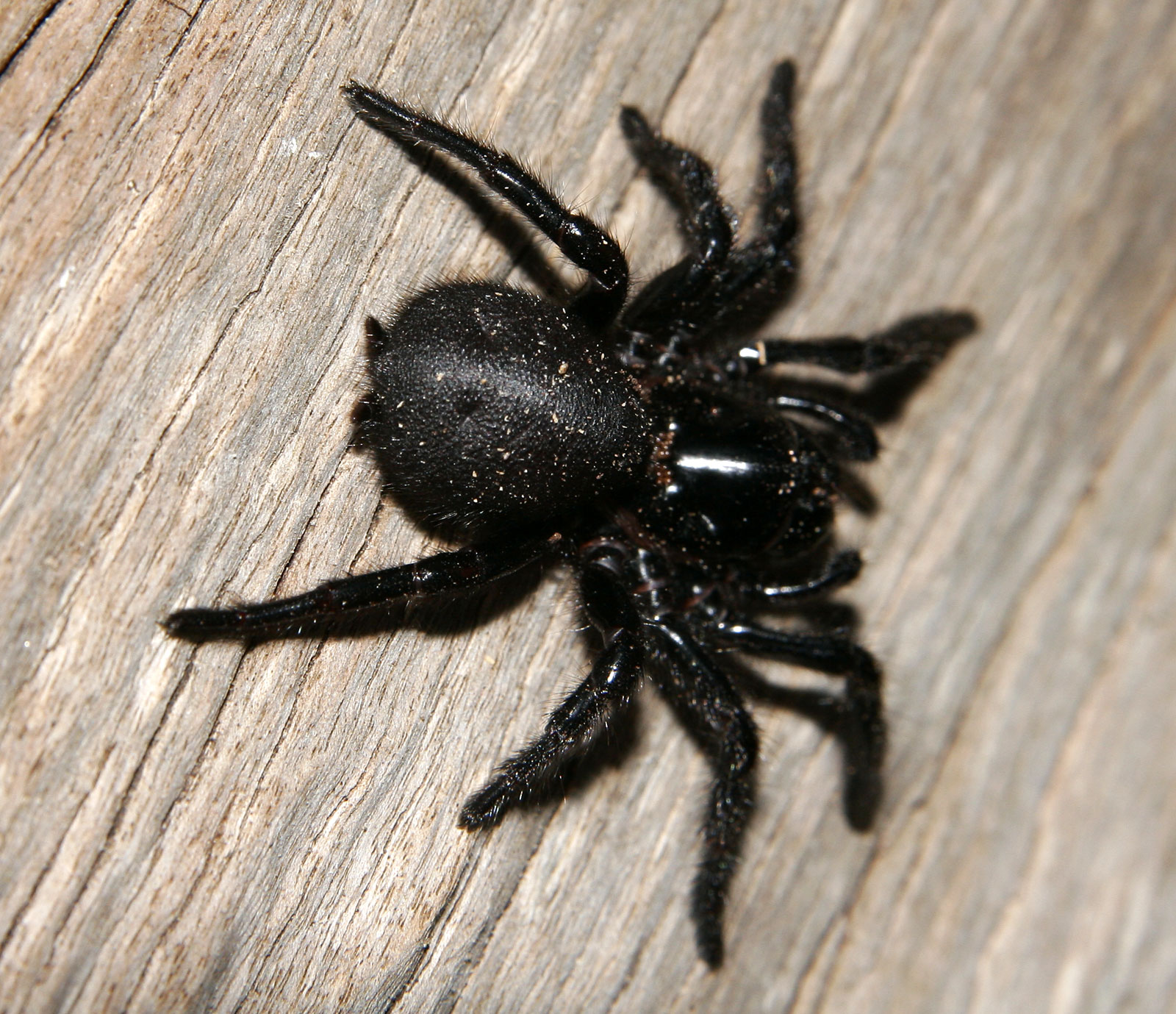